# Patera d'Apgar
Apgar Patera
Pour les articles homonymes, voir Apgar.
La patera d'Apgar (désignation internationale : Apgar Patera) est une patera située sur Vénus dans le quadrangle de Tellus Tessera. Elle a été nommée en référence à Virginia Apgar, anesthésiste américaine (1909–1974).